# Conseil de l'emploi, des revenus et de la cohésion sociale
Le Conseil de l'emploi, des revenus et de la cohésion sociale (CERC) a été créé par un décret du 7 avril 2000 et présidé par Jacques Delors. 
Il a pris la succession du Conseil supérieur de l’emploi, des revenus et des coûts, instauré en 1993 pour remplacer le Centre d'étude des revenus et des coûts créé par un décret du 18 avril 1966. Il est supprimé officiellement et remplacé par le Commissariat général à la stratégie et à la prospective créé par décret no 2013-333 du 22 avril 2013.

## Centre d'étude des revenus et des coûts (CERC)
Le Centre d'étude des revenus et des coûts (CERC) a été créé en 1967 par le Général de Gaulle. Il était chargé de mesurer l'évolution des revenus d'activité ainsi que la productivité.

## Conseil supérieur de l'emploi, des revenus et des coûts (CSERC)
En 1993, le premier ministre Edouard Balladur décide de remplacer le CERC par un Conseil supérieur de l'emploi, des revenus et des coûts (CSERC). Le CERC perd alors la majorité de ses effectifs et dépend de l'INSEE pour la collecte des données. Certains spécialistes craignent alors une perte d'indépendance, crainte qui s'est révélée infondée d'après l'économiste Denis Clerc.

## Conseil de l'emploi, des revenus et de la cohésion sociale (CERC)
En 2000, la gauche de retour au pouvoir recrée le CERC en renommant le CSERC (Conseil de l'emploi, des revenus et de la cohésion sociale (CERC).
En juillet 2008, le mandat des membres du Conseil arrive à expiration. Aucun renouvellement des instances n'a lieu.
Le président Nicolas Sarkozy a été tenu pour responsable, par son inaction, de cette disparition.
Le gouvernement de Jean-Marc Ayrault a supprimé officiellement le CERC au moment de la création du Commissariat général à la stratégie et à la prospective par le décret no 2013-333 du 22 avril 2013.